# كوبا ليبرتادوريس 1967
كأس ليبرتادوريس 1967 هو موسم من كأس ليبرتادوريس. أقيم خلال الفترة 11 فبراير 1967 وحتى 8 أغسطس 1967، وشارك فيه 20 فريقاً، وفاز فيه نادي راسينغ.

## النهائي
وصل النهائي فريق راسينج كلوب دي أفيلانيدا الأرجنتيني وناسيونال الأوروغوياني . استضاف راسينغ مباراة الذهاب في ملعب بريزيدنت بيرون من أفيلانيدا في 15 أغسطس 1967 ، بينما أقيمت مباراة الإياب في ملعب سينتيناريو في مونتيفيديو في 25 أغسطس 1967. بعد تعادل كلتا المباراتين ، أقيمت المباراة الثالثة على ملعب ناسيونال في سانتياغو دي تشيلي في 29 أغسطس 1967. فاز راسينغ على ناسيونال بنتيجة 2-1 وبالتالي فاز للمرة الأولى بلقب كأس ليبرتادوريس.